# Besøget (film fra 2008)
 For alternative betydninger, se Besøget. (Se også artikler, som begynder med Besøget)
Besøget er en kortfilm fra 2008 instrueret af Lasse Lindsteen efter eget manuskript.

## Handling
En mand får et uventet og uønsket besøg af sin far.